# Prosoplus oblitus
Prosoplus oblitus är en skalbaggsart som först beskrevs av Francis Polkinghorne Pascoe 1863.  Prosoplus oblitus ingår i släktet Prosoplus och familjen långhorningar. Inga underarter finns listade i Catalogue of Life.